# Sesterce
Le sesterce (lat. sestertius, semis-tertius) était une monnaie romaine en usage pendant les deux derniers siècles de la république romaine sous la forme d'une monnaie d'argent sous-multiple du denier. Il remplace l'as comme une unité de compte au milieu du IIe siècle av. J.-C. La réforme monétaire d'Auguste le remplace par une pièce en orichalque, qui a cours sous le Haut Empire.

## Histoire

### Le sesterce d'argent sous la République

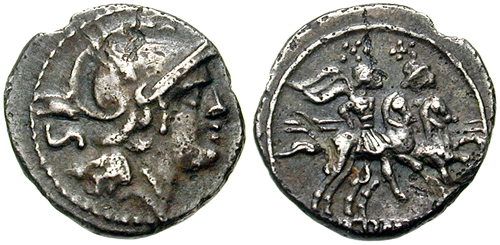
Sesterce d'argent, après 211 av. J.-C. Rome casquée avec marque IIS; revers : les Dioscures. Poids : 0,84 g.

Sous la République romaine où le sesterce est frappé en même temps que le denier vers 211 av. J.-C. Représentant le quart d'un denier, il s'agit d'une petite monnaie en argent (la plus petite du système romain, pesant théoriquement un scrupule (à peine plus d'un gramme), émise en quantité assez rare).
Son nom vient de sa valeur originale : initialement il valait 2 as et demi. Sesterce vient de la construction protractive semis-tertius qui signifie « demi troisième » (sous-entendu demi troisième as). Son abréviation HS a la même origine : initialement IIS soit II pour deux (voir numération romaine) et S semis c’est-à-dire moitié d'as = 2 1/2 as, les deux I ayant été barrés pour devenir H.
| Équivalences entre monnaies romaines (Ire moitié du IIe siècle av. J.-C.) |        |          |          |     |        |
|                                                                           | Denier | Quinaire | Sesterce | As  | Métal  |
| Denier (symbole X)                                                        | 1      | 2        | 4        | 10  | Argent |
| Quinaire (symbole V)                                                      | 1/2    | 1        | 2        | 5   | Argent |
| Sesterce (symbole IIS)                                                    | 1/4    | 1/2      | 1        | 2,5 | Argent |
| As (symbole I)                                                            | 1/10   | 1/5      | 2/5      | 1   | Bronze |

D'une valeur de 2 1/2 as, le sesterce monte à 4 as vers 145 av. J.-C.. L'habitude acquise maintient l'abréviation HS désormais sans signification du rapport à l'as pour désigner un montant en sesterce.

### Le sesterce de laiton sous l'Empire

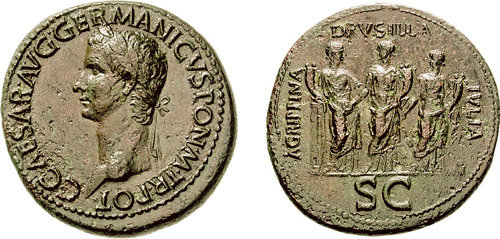
Sesterce frappé sous Caligula en laiton, revers avec la mention SC (Senatus Consultum).

À partir du règne d'Auguste (fin du Ier siècle av. J.-C.) qui réorganise, après une longue période de guerre, tout le système monétaire, le sesterce devient une grosse pièce de laiton pesant 1/12 de livre romaine, soit environ 27 grammes. Cet alliage, composé essentiellement de zinc et de cuivre, était plus prisé que le cuivre seul. D'un jaune d'or, il était nommé orichalque, qui signifie littéralement « cuivre doré ». 
Jérôme Carcopino, dans La vie quotidienne à Rome à l'apogée de l'Empire  (Hachette, 1939, p.48) admet, sur la base de l'identité théorique de leurs rapports au poids de l'or et en admettant une part d'hypothèse, l'équivalence du sesterce de Jules César et du Franc Poincaré institué en 1928, soit 0,73 euro 2024 si on utilise le convertisseur franc-euro de L'INSEE.
La composition du sesterce  varie suivant les disponibilités en métaux (cuivre, zinc, étain) durant l'Empire, d'où les différentes appellation de bronze, cuivre, laiton ou airain.
Les lettres S. C., fréquemment présentes au revers des sesterces signifient, Senatus Consulto, pour rappeler que l'émission des monnaies en bronze était faite sous le contrôle du sénat romain.
Le sesterce fut émis dans sa forme traditionnelle jusqu'au règne de Gallien (253–268). Sous cet empereur, les difficultés du règne entraînèrent la disparition quasi-définitive des grandes et moyennes espèces de bronze, malgré une timide tentative de restauration sous Aurélien (270–275).

### Iconographie actuelle
Dès 1959, les bandes dessinées de la série Astérix mettent en scène des sesterces en argent — qui cependant devait peser à peine 1 g par unité —, ce qui est certes conforme à la réalité historique, mais dans la pratique, c'est le denier d'argent qui était abondant à cette époque, puisque l'action se déroule sous César ; c'est Auguste, après lui, qui fit du sesterce une grosse monnaie en laiton.
Aujourd'hui, les sesterces en laiton et bronze sont recherchés par les collectionneurs pour leur grand module, les scènes parfois spectaculaires qu'ils représentent, et les patines de diverses couleurs qui irisent la surface de leur métal.

## Sources

#### Ouvrages généralistes
- (en) Akerman John Yonge, A manual of Roman coins, Londres 1865.
- Ernest Babelon, Moneta, dans Mémoire de l'Académie des Inscriptions et des Belles-Lettres, Paris 1913.
- Henry Cohen, Description historique des monnaies frappées sous l'Empire Romain, 2e  éd., Paris, 1880–1892.
- (en) Francesco Gnecchi, Roman coins elementary manual, Londres 1903.
- (de) Friedrich Imhoof-Blumer, Porträtköpfe auf römischen Münzen der Republik und der Kaiserzeit, Leipzig 1892.
- Theodor Mommsen, Histoire de la monnaie romaine, traduction par le duc de Blacas, tomes I, II, III et IV. t. I Tome II IV
- Patrick Marchetti, « Numismatique romaine et histoire », Cahiers du Centre Gustave Glotz, no 4,‎ 1993, p. 25-65 (lire en ligne)
- Hubert Zehnacker, « Aperçus de numismatique romaine (I) », Vita Latina, no 127,‎ 1992, p. 2–4 (lire en ligne)

#### Ouvrages spécialisés
- (la) Jacques De Bye, Imperatorum Romanorum a Julio Caesare ad Heraclium usque Numismata Aurea, Anvers 1627.
- Alphonse De Schodt, « Terme sur les médailles d'Octave-Auguste », dans Revue belge de numismatique, Bruxelles 1883.
- Alfred Merlin, Les revers monétaires de l'empereur Nerva, Paris 1906.